# Mary Jane Kelly
Pour les articles homonymes, voir Kelly.
Mary Jane Kelly, née vers 1863 et morte assassinée le 9 novembre 1888, est la cinquième et dernière des victimes habituellement attribuées au tueur en série surnommé Jack l'Éventreur. Son corps a été retrouvé au no 13 de Miller's Court, dans le quartier de Whitechapel (Londres).

## Biographie

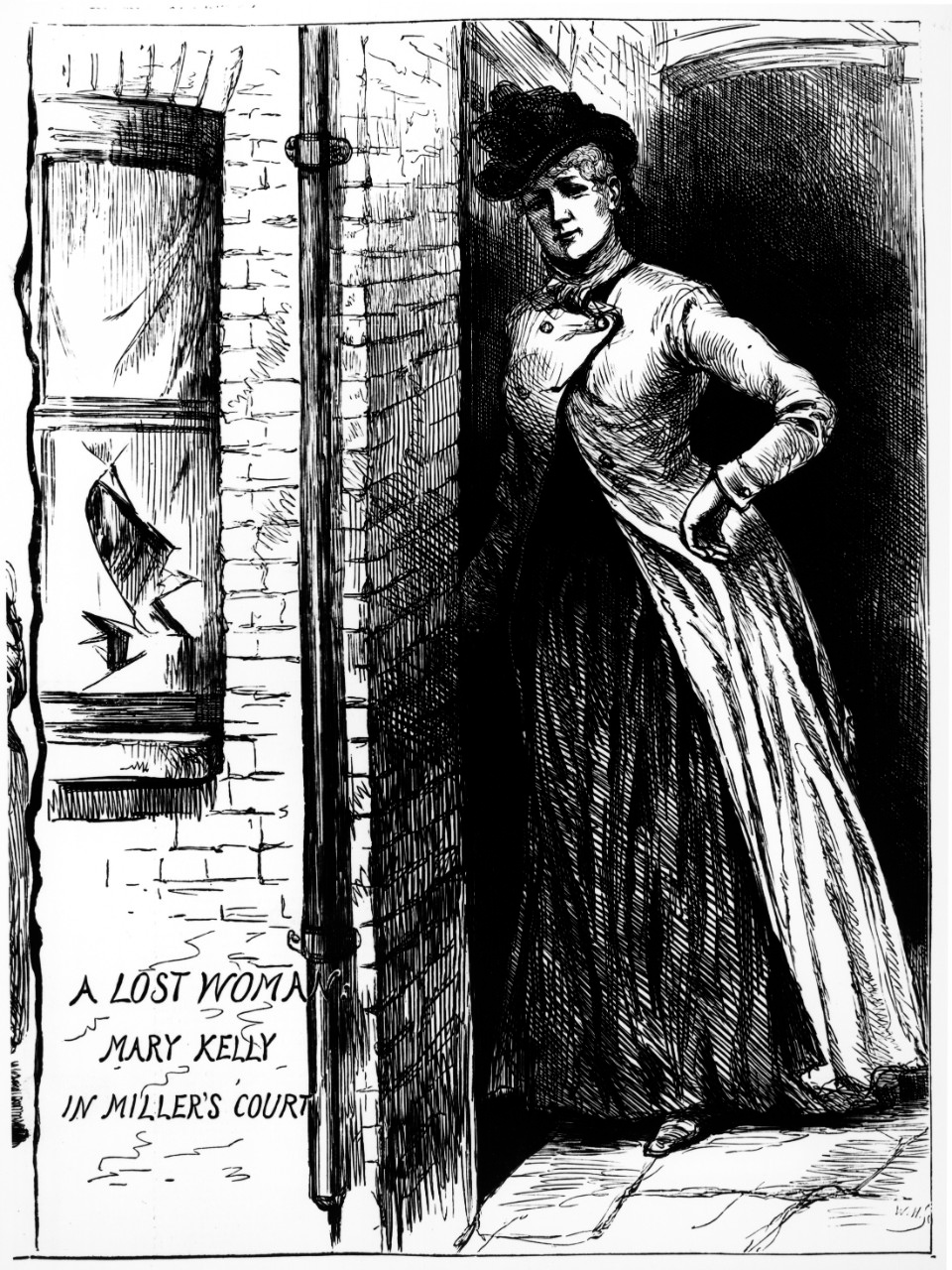
Vue d'artiste de Mary Kelly
(The Penny Illustrated Paper, 24 novembre 1888).

Comparées aux origines des autres victimes de Jack l'Éventreur, celles de Mary Kelly sont obscures et non documentées et elles ont possiblement été embellies. Selon Patricia Cornwell, Mary Kelly est née à Limerick en Irlande vers 1863. Son père se nommait John Kelly et était ouvrier métallurgiste. Elle avait six frères dont un qui était entré dans l'armée. La famille s'installe au Pays de Galles alors que Mary Jane est encore enfant. À seize ans, elle épouse un mineur du nom de Davies qui meurt lors d'une explosion trois ans plus tard. Elle part alors vivre pour Cardiff avec un cousin et commence à sombrer dans l'alcool et la prostitution. Il semble qu'elle soit restée huit mois dans un dispensaire pour soigner une maladie vénérienne.
Mary Jane se rend alors à Londres et s'établit dans le West End où elle réussit à s'attirer une assez bonne clientèle. L'un de ses clients l'emmène en France, probablement dans le cadre du commerce du sexe qui prévaut, où elle reste quelques semaines. Elle revient assez vite à Londres, cette fois à Ratcliff Highway près les Docklands, peut-être pour se cacher de ses anciens trafiquants. Elle se met à boire et à voler et déménage à Whitechapel. 
En 1887, elle rencontre Joseph Barnett et emménage avec lui dans une petite cour du 26 Dorset Street, le 13 Miller's Court. Lors d'une dispute, elle et Barnett cassent le carreau d'une des fenêtres. Comme ils ont perdu la clé du logement, ils passent la main par le trou pour ouvrir la porte. Plus tard, Mary Jane met Barnett à la porte lorsqu'il la met en demeure de choisir entre lui et une voisine, Maria Harvey, qui vient coucher chez elle les lundi et mardi soir. Cela se passe au mois d'octobre, soit quelques jours avant l'assassinat.

## Soirée du crime et mort

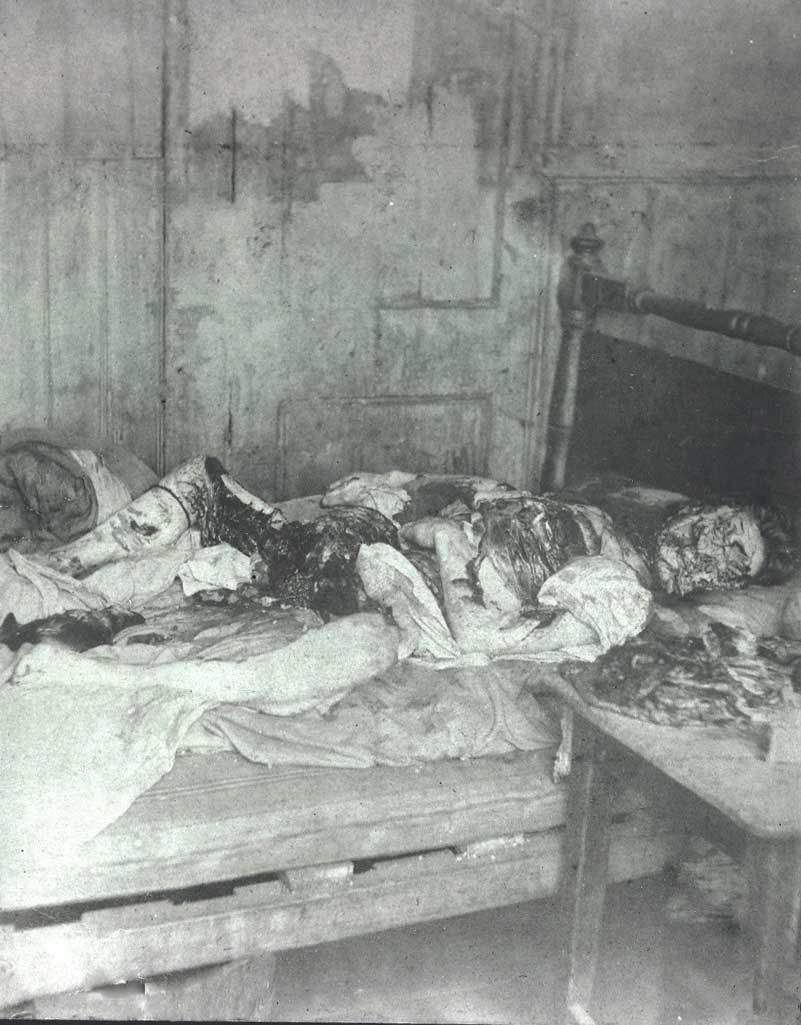
Photographie du cadavre mutilé de Mary Jane Kelly.

La mort de Mary Jane Kelly est le plus macabre des crimes de Jack l'Éventreur ; l'isolement et la sécurité d'un lieu clos, à l'abri des regards et de tout imprévu, ont offert au criminel la possibilité d'accomplir plusieurs mutilations.
Le soir du 8 novembre, Mary Jane Kelly rentre chez elle, dans la petite chambre qu'elle loue au 13, Miller's court. Elle chantonne, assurent les derniers témoins à l'avoir vue vivante, la chanson A violet for mommy's grave et s'enferme chez elle. Le lendemain matin, Thomas Bowyer, l'employé du propriétaire McCathy vient chercher son loyer. L'homme frappe à la porte, mais personne ne répond. Il réitère sa demande. L'homme fait le tour jusqu'à l'une des deux fenêtres de la chambre, qui comporte un carreau cassé sur le côté droit en bas. Il découvre le corps de Mary Jane Kelly :
Le sol, les murs sont couverts de sang. Mary Jane Kelly est allongée sur le dos dans son lit, le visage tourné vers la gauche, son bras gauche sur son ventre et l'autre tendu le long du corps, avec les doigts serrés d'une manière impossible. Sa gorge a été tranchée jusqu'à l'os. Son corps est percé en de nombreux endroits de coups de couteau rageurs et irréguliers et son visage est méconnaissable. Les jambes sont largement écartées. Elle a l'abdomen complètement ouvert, les seins coupés à leur base, et ses organes sont dispersés un peu partout. On retrouve un de ses seins, son utérus et ses reins sous sa tête, son foie à ses pieds, ses intestins entre ses jambes. L'intérieur de la peau de ses cuisses et celle de son abdomen est arrachée et soigneusement empilée sur la table de nuit à côté d'elle. Son cœur demeure introuvable.
C'est le dernier crime canonique de Jack l'Éventreur ; il reste encore aujourd'hui comme l'un des plus barbares jamais commis. D'après le rapport d'autopsie, la jeune femme fut assassinée le 9 novembre 1888, vers 2 h du matin. Pourtant, aucun témoin ne s'est présenté pour dire qu'il a entendu quoi que ce soit, ou pour avouer avoir vu quelqu'un rentrer chez elle alors qu'elle s'y trouvait, par effraction ou qu'elle l'ait invité de son plein gré.

## Enquête
L'enquête est menée le lundi 12 novembre au Shoreditch Town Hall et est dirigée par Sir Roderick Macdonald. Les témoins ayant vu Mary Kelly ce soir et cette nuit-là sont passés au crible. Joe Barnett et Maria Harvey sont entre autres interrogés. Ils ont vu Mary Kelly dans la soirée du 8 et elle n'était pas ivre, selon eux. Maria a laissé du linge chez Mary Jane et est ensuite repartie à cause de la présence de Barnett. Celui-ci a quitté les lieux quelques minutes plus tard. 
Mary Kelly sort alors de Miller's Court afin de trouver un éventuel client. Elle a un besoin pressant d'argent car elle a cinq semaines de retard de loyer, et le propriétaire de l'immeuble, John McCarthy, commence à s'impatienter. Personne ne voit la victime entre 20 heures et 23 heures 45. On croit qu'elle est au Ten Bells ou au Britannia, deux pubs des environs. À 23 heures 45, une voisine, Mary Ann Cox, prostituée elle aussi, l'aperçoit sur Commercial Street. Elle est ivre et marche en compagnie d'un gros homme de 35 ou 36 ans, moustachu, pauvrement vêtu d'un long manteau et coiffé d'un chapeau rond. Il a une pinte de bière à la main. Les deux femmes se disent bonsoir et Mary Jane commence à chantonner A Violet from Mother's Grave. Elle entre chez elle accompagnée du client. 
À 1 heure, Mary Ann Cox retourne chez elle et entend Mary Jane qui chante toujours la même mélodie. Elizabeth Prater, qui vit au-dessus de chez Mary Jane, se tient à l'entrée de Miller's Court et jase un moment avec le propriétaire, John McCarthy. Elle n'entend ni ne voit personne. 

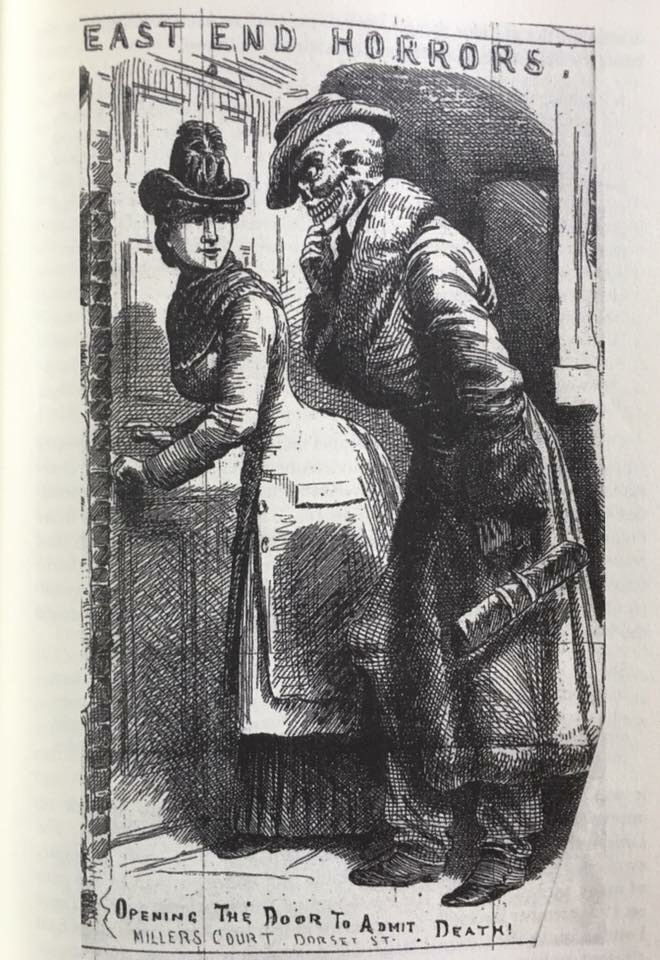
Mary Jane Kelly faisant entrer Jack l'Éventreur au no 13 de Miller's Court. Cettte illustration de presse représente le tueur comme une personnification de la Mort
(The Illustrated Police News, 8 décembre 1888).

Un autre témoin, George Hutchinson, avoue avoir vu Mary Jane à 2 heures du matin. Elle se promenait dans Commercial Street avec un homme très bien vêtu. Hutchinson le décrit comme ayant le teint pâle, une légère moustache, les cheveux et les yeux noirs, les sourcils broussailleux. Il porte un chapeau de feutre mou garni d'astrakhan. Le couple se dirige vers Dorset Street et Miller's Court. 
Mme Cox retourne chez elle à 3 heures. Chez Mary Kelly, tout est noir et il n'y a aucun bruit. Elle se couche mais peut entendre un homme sortir de la cour vers 5 heures 45 du matin. À 4 heures, Elizabeth Prater est réveillée par son chat et entend une voix de femme crier « Au meurtre ! » Elle n'en fait pas de cas car les cris sont fréquents la nuit dans Dorset Street. 
John McCarthy et Thomas Bowyer, son employé, sont également interrogés par les enquêteurs. C'est McCarthy qui a envoyé Bowyer chez Mary Jane Kelly y recouvrer l'argent du loyer. Bowyer cogne à la porte et, comme ça ne répond pas, regarde par la fenêtre en levant le rideau par le carreau cassé. Il découvre le corps mutilé vers 10 heures 45. 
Macdonald clôt l'enquête la même journée du 12 novembre. Il sera critiqué par la presse pour l'avoir conclue trop vite.

## Fiction
- Edina Ronay joue le rôle de Mary Jane Kelly dans le film Sherlock Holmes contre Jack l'Éventreur (1965) ;
- Susan Clark joue le rôle de Mary Jane Kelly dans le film Meurtre par décret (1979) ;
- Lysette Anthony joue le rôle de Mary Jane Kelly dans le téléfilm Jack l'Éventreur (1988) ;
- Heather Graham joue le rôle de Mary Jane Kelly dans le film From Hell (2001), adaptation de la bande dessinée éponyme d'Alan Moore et d'Eddie Campbell ;
- Le roman Retour à Whitechapel[5],[6] (2013) raconte entre autres les derniers jours de Mary Kelly avant qu'elle ne se fasse assassiner, ainsi que les événements de Miller's Court la nuit du 9 novembre 1888 ;
- Elle est évoquée dans l'épisode 6 la série Forever (2014-2015), où elle est tuée comme en 1888.
- Son assassinat est dépeint dans le chapitre 9 du manga Black Butler, et dans l’épisode 5 de l'anime éponyme.